# Curek
Curek is een bestuurslaag in het regentschap Aceh Jaya van de provincie Atjeh, Indonesië. Curek telt 463 inwoners (volkstelling 2010).